# Lulu Roman
Lulu Roman, nota anche come LuLu Roman-Smith (Dallas, 6 maggio 1946 – Bellingham, 23 aprile 2025), è stata una cantante, attrice e scrittrice statunitense.

## Biografia
Nata con il nome Bertha Louise Hable da una ragazza madre, poco dopo la nascita fu lasciata in un orfanotrofio di Dallas. A causa di una disfunzione della tiroide ebbe fin da piccola il problema dell'obesità, ciò che la rendeva oggetto di derisione da parte dei coetanei e inadatta all'adozione. Come meccanismo di difesa psicologica sviluppò uno spiccato senso dell'umorismo che la portò a diventare un'attrice comica, con un ruolo di primo piano nel popolare programma televisivo Hee Haw. Il successo e il denaro la condussero però a fare uso di droghe e nel 1971 una crisi depressiva rischiò di distruggere la sua carriera.
Un'amica conosciuta in orfanotrofio la aiutò a reagire. Nel 1973 si convertì al cristianesimo e cambiò radicalmente vita. Cominciò a frequentare chiese del sud degli Stati Uniti, unendosi a gruppi di cantanti e coristi di musica religiosa. Scoprì di avere una voce estesa ed espressiva, particolarmente adatta per la musica country e gospel.
Pur continuando a partecipare al programma Hee Haw iniziò una carriera di cantante con il nome d'arte Lulu Roman. Nel 1985 vinse il Dove Award per l'album discografico dell'anno, assegnato dalla rivista Secular Artists. Nel 1988 fu ammessa nella Country and Gospel Music Hall of Fame e nel 2007 nella Christian Music Hall of Fame. Nello stesso anno vinse, con il cast del programma Hee Haw, l'" Entertainers Award", assegnato dalla rivista TV Land. Nel 2008 e 2010 le fu assegnato il Sumner Living Legend Award.
Lulu Roman incise 19 album e collaborò spesso con altri artisti della musica Country e Gospel. Per l'album di Charlie McCoy Precious Memories (2011) cantò il popolare brano Wayfaring Stranger (contenuto anche nel suo album Orphan Girl del 2006).
Scrisse diversi libri, tra cui Kitchen Komforts, una raccolta di ricette di cucina comprendente note autobiografiche e molte fotografie.

## Fonti biografiche
- (EN) Lulu's bio, su luluroman.net. URL consultato il 28 ottobre 2012 (archiviato dall'url originale il 2 aprile 2012).